# Alsike
Alsike ist ein Ort (tätort) in der Provinz Uppsala län und der historischen Provinz Uppland. Er ist neben dem Hauptort Knivsta der zweite größere Ort in der Gemeinde Knivsta.
Erstmals 1288 als Alseke erwähnt, war der Name zunächst die Bezeichnung für das Kirchdorf (kyrkby). Die Vorsilbe Al- bedeutet ‚Erle‘ und ist allen Deutungen gemein, jedoch ist für die Nachsilbe bisher keine überzeugende Deutung gefunden worden.
Das Gräberfeld von Tuna liegt im Dorf Tuna, bei Alsike.

## Einzelnachweise

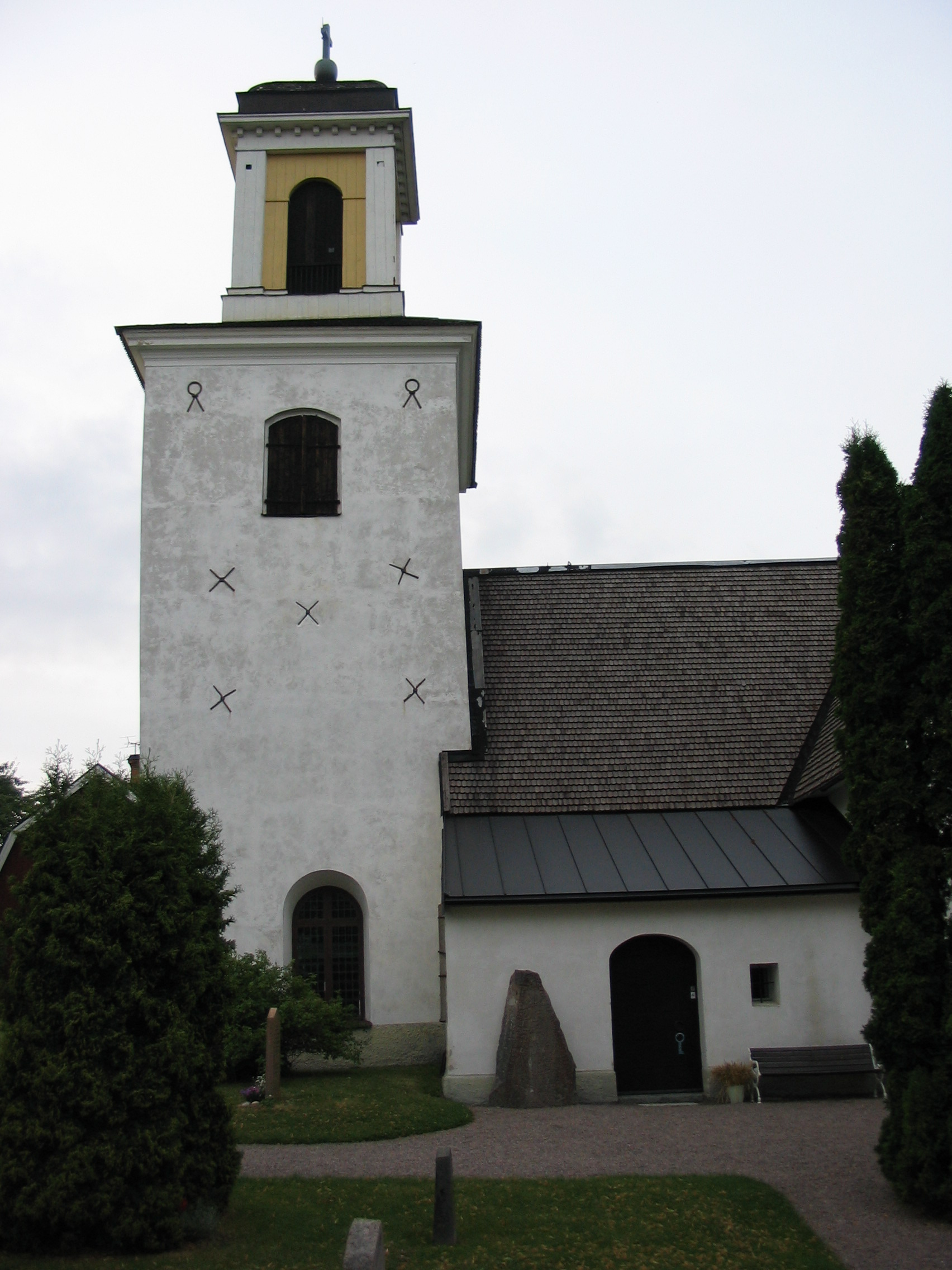
Kirche von Alsike